# تلمبه میرحسینی
تلمبه میرحسینی یک منطقهٔ مسکونی در ایران است که در دهستان گلستان (سیرجان) واقع شده‌است.